# Bayas
Bayas  egy francia település Gironde megyében az Aquitania régióban. Lakosainak száma 455 fő (2022. január 1.). Lakóit Bayardois-nak nevezik.

## Adminisztráció
Polgármesterek:
- 2001–2008 Michel Malle
- 2008–2014 Jany Fromentier
- 2014–2020 Fabienne Krier

## Demográfia
| Lakosok száma | 351  | 359  | 447  | 449  | 438  | 443  | 456  | 460  | 461  | 455  |
|               | 1968 | 1982 | 1990 | 2006 | 2013 | 2015 | 2017 | 2019 | 2020 | 2022 |

## Látnivalók
- Gros-Caillou menhír